# Adolf Abel (Architekt)

Adolf Abel als Student im Couleur der Burschenschaft Alemannia Stuttgart

Adolf Gaston Abel (* 27. November 1882 in Paris; † 3. November 1968 in Bruckberg (Mittelfranken)) war ein deutscher Architekt und Hochschullehrer.

## Leben
Adolf Abel war ein Sohn des Offenburger Architekten Friedrich Abel (1852–1926) und dessen Ehefrau Anna Abel geb. Schindler (1855–1940). Er studierte von 1902 bis 1904 an der Technischen Hochschule Stuttgart bei Theodor Fischer und 1904–1905 an der Kunstakademie Dresden. Während seines Studiums wurde er 1902 Mitglied der Burschenschaft Alemannia Stuttgart. Nach einer anschließenden längeren Studienreise durch Norditalien arbeitete er von 1906 bis 1908 in Dresden, zeitweise als Mitarbeiter von Paul Wallot. Im Jahr 1909 hatte er eine Anstellung im Architekturbüro Schmohl und Staehlin, von 1910 bis 1914 im Büro Eisenlohr und Pfennig, beide in Stuttgart.
Nach dem Ende des Ersten Weltkrieges wurde er zunächst Wissenschaftlicher Assistent am Lehrstuhl von Paul Bonatz an der Technischen Hochschule Stuttgart und erhielt dort 1921 einen Lehrauftrag, den er bis 1925 wahrnahm. Zeitgleich arbeitete er auch freiberuflich in Sozietät mit dem Architekten Karl Böhringer in Stuttgart sowie als Leiter der Hochbauabteilung der Neckar-AG.
Im Jahre 1925 ging Abel als Stadtbaudirektor nach Köln und setzte bis 1930 Akzente in der Stadtentwicklung in Köln (u. a. Kölner Messe, Neubau der Universität, Flughafen Butzweilerhof, Müngersdorfer Stadion). Als Nachfolger von Theodor Fischer wurde er 1930 als Professor für Baukunst und Städtebau an die Technische Hochschule München berufen. In den Jahren zwischen 1933 und 1945 musste er sich auf städtebauliche Studien und Privataufträge beschränken. Ab 1940 übernahm Abel die Vorlesungen des emeritierten Professors Göller in Städtebau für Bauingenieure.
Von 1946 bis 1949 war Abel mit Wiederaufbauarbeiten in Baden-Württemberg und München beschäftigt, unter anderem als Mitglied des Wiederaufbaudirektoriums Baden-Württemberg. Im Jahre 1949 erhielt er einen Lehrauftrag an der Technischen Hochschule Darmstadt und kehrte 1955 zurück nach Stuttgart.
Abel war Mitglied der Deutschen Akademie für Städtebau und korrespondierendes Mitglied der Bayerischen Akademie der Schönen Künste.

## Ehrungen
- 1949: Ehrendoktorwürde der TH Darmstadt (als Dr.-Ing. E. h.)
- Großes Verdienstkreuz der Bundesrepublik Deutschland

## Werk

### Bauten und Entwürfe
- 1907: Wettbewerbsentwurf für Kurhaus, Festhalle und Gewerbeausstellungsbau in Triberg (Schwarzwald) (prämiert mit dem 3. Preis)
- 1910: Wettbewerbsentwurf für das Bismarck-Nationaldenkmal auf der Elisenhöhe bei Bingerbrück
- 1913: Wettbewerbsentwurf für den Hauptfriedhof Stuttgart (gemeinsam mit Eisenlohr und Pfennig, prämiert mit dem 1. Preis)
- 1921: Dienstgebäude der Industrie- und Handelskammer (auch „Stuttgarter Börse“ genannt) (mit Karl Böhringer)
- 1921–1925: Neckar-Staustufe Neckarsulm / Kochendorf und Neckar-Staustufe Wieblingen
- 1923: Grabmal für Familie Volkmann in Schaprode auf Rügen
- 1923–1927(?): Neckar-Stauwehr Stuttgart-Untertürkheim
- 1925–1926: Friedrich-Ebert-Brücke über den Neckar in Mannheim
- 1925–1930(?): Städtische Bauten in Köln: u. a. Müllverwertungsanstalt, Feuerwache, Straßenbahnwartehalle, Flughafen Butzweilerhof[3]
- 1925–1928(?): Empfangsbauten des Müngersdorfer Stadions (sog. Abelbauten)[4][5]
- 1926–1934: Umbau ehemaliger Kasernen zu einer Altenstadt der Riehler Heimstätten in Köln-Riehl[6]
- 1927–1928: Bauten für die Pressa 1928: backsteinexpressionistische Erweiterung der Messehallen (Rheinhallen) mit Pressaturm,[7] Restaurant „Rheinterrassen“, Staatenhaus, Umbau der Deutzer Kürassier-Kaserne zum „Rheinmuseum“ (Kölnisches Stadtmuseum)[8]
- 1927–1929: architektonische Gestaltung der Mülheimer Brücke in Köln
- 1928–30(?): Sockel für das Kürassier-Denkmal in Köln-Deutz (Skulptur von Bildhauer Paul Wynand)[9][10]
- 1927–1929: Hochhaus am Bahnhof in Koblenz
- 1929: Wettbewerbsentwurf füer die Erweiterung des Reichstags in Berlin
- 1929–1934: Neubau der Universität zu Köln (Einweihung 1935)[11][12]
- 1930: Eigenes Wohnhaus im Herzogpark in München[13]
- 1932: Vorentwurf zum Neuen Glaspalast in München (an dessen Stelle das Haus der Kunst errichtet wurde)
- 1932–1933: Doppellandhaus für die Musiker Adolf Busch und Rudolf Serkin in Riehen bei Basel[14]
- 1934: Wettbewerbsentwurf für das „Haus der Arbeit“
- 1934: Wochenendhaus für Freifrau von Stengelberg in Berg am Starnberger See
- 1935–1940: Vorschlag für die Neugestaltung der Kuranlagen in Baden-Baden
- 1935–1940: Generalverkehrs- und Bebauungsplan für die Stadt Wuppertal
- 1937: Wohnhaus Nübel in Korntal bei Stuttgart
- 1946–1948: Wiederaufbau mit Umbau und Erweiterung des Geschäftshauses der Bayerischen Hypotheken- und Wechselbank in München, Theatinerstraße
- 1946–1949: Wiederaufbau- und Umbauplan für die Münchner Innenstadt
- 1953–1944: Gemeindezentrum und Kirche St. Matthäus in Regensburg
- 1954–1956: Liederhalle Stuttgart (gemeinsam mit Rolf Gutbrod)
- 1955–1957: Gemeindezentrum und Kirche (Lutherkirche) in Neutraubling bei Regensburg
- 1958: Einfamilienhäuser an einem steilen Hanggelände in Weinheim an der Bergstraße
- 1959: Entwurf für den Keplerbau in Regensburg
- 1959–1962: Hallenschwimmbad und Turn- und Sporthalle in Weinheim an der Bergstraße
- 1961: Mehrzweckhalle in Offenburg (mit. M. Wacker)
- 1963: Erweiterungsbauten der Pflegeanstalt in Bruckberg bei Ansbach (mit Werner Wolff)

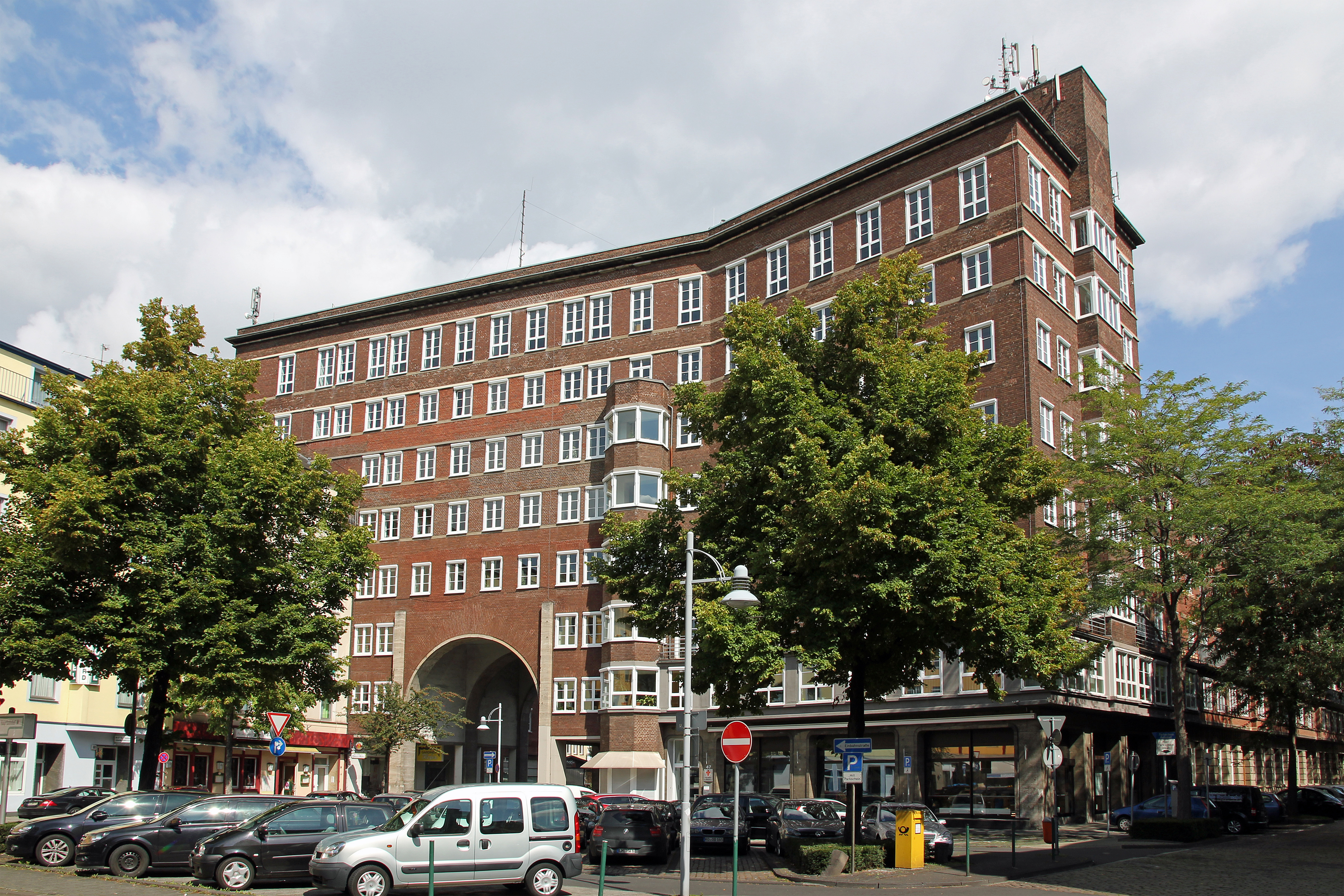
Hochhaus am Bahnhof in Koblenz
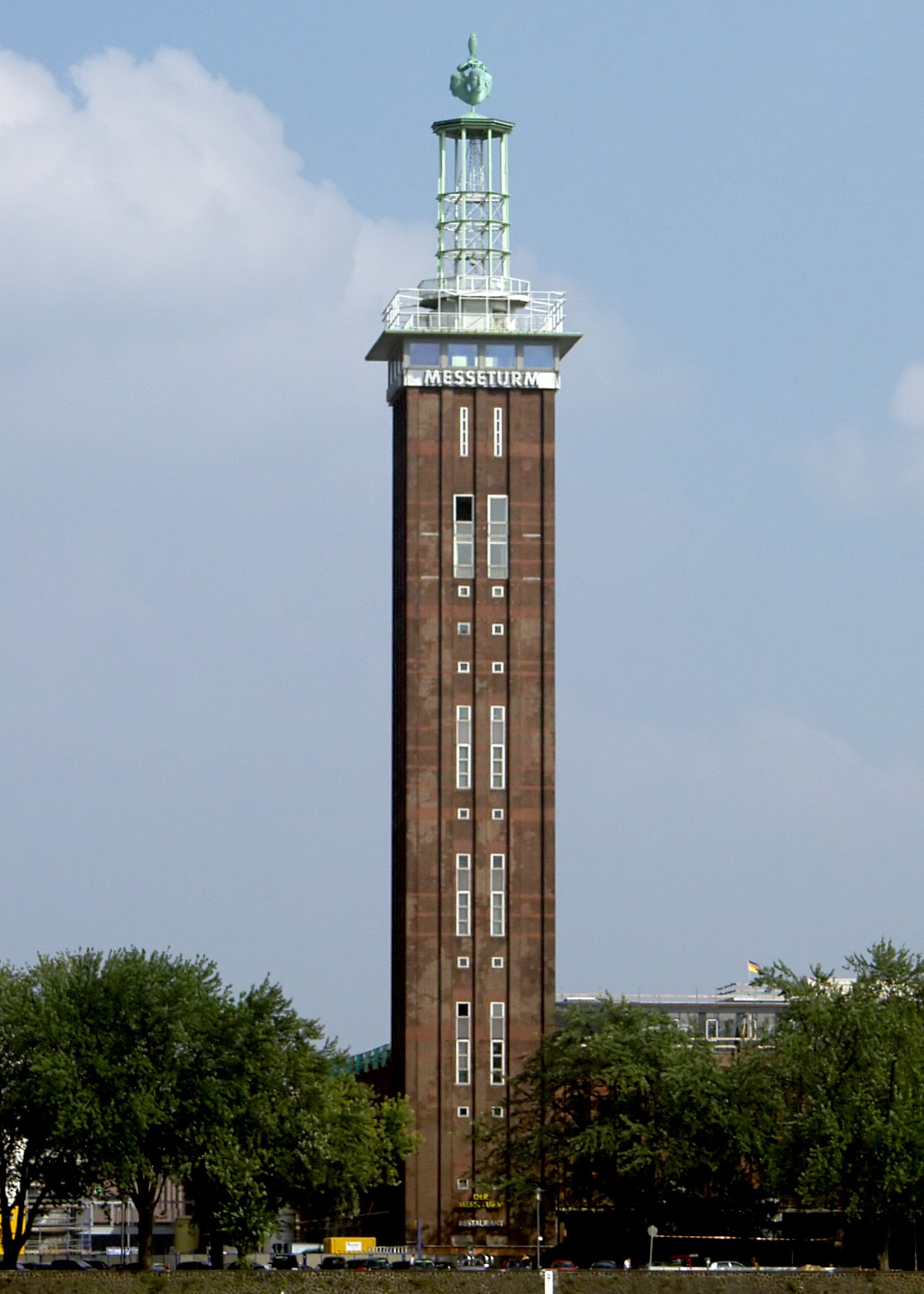
Messeturm Köln der Rheinhallen
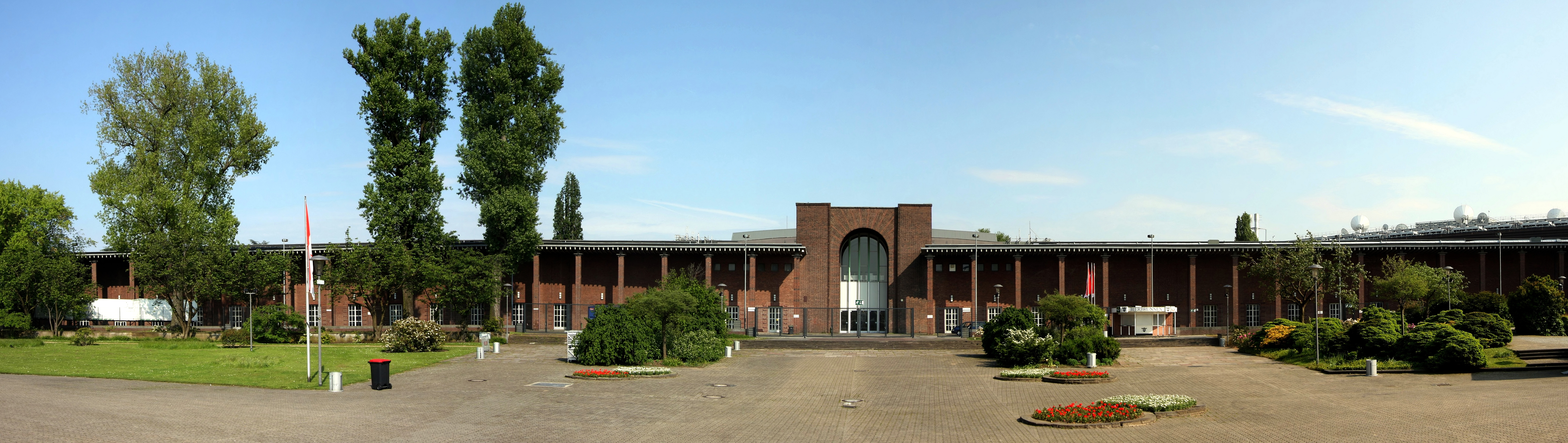
Staatenhaus in Köln
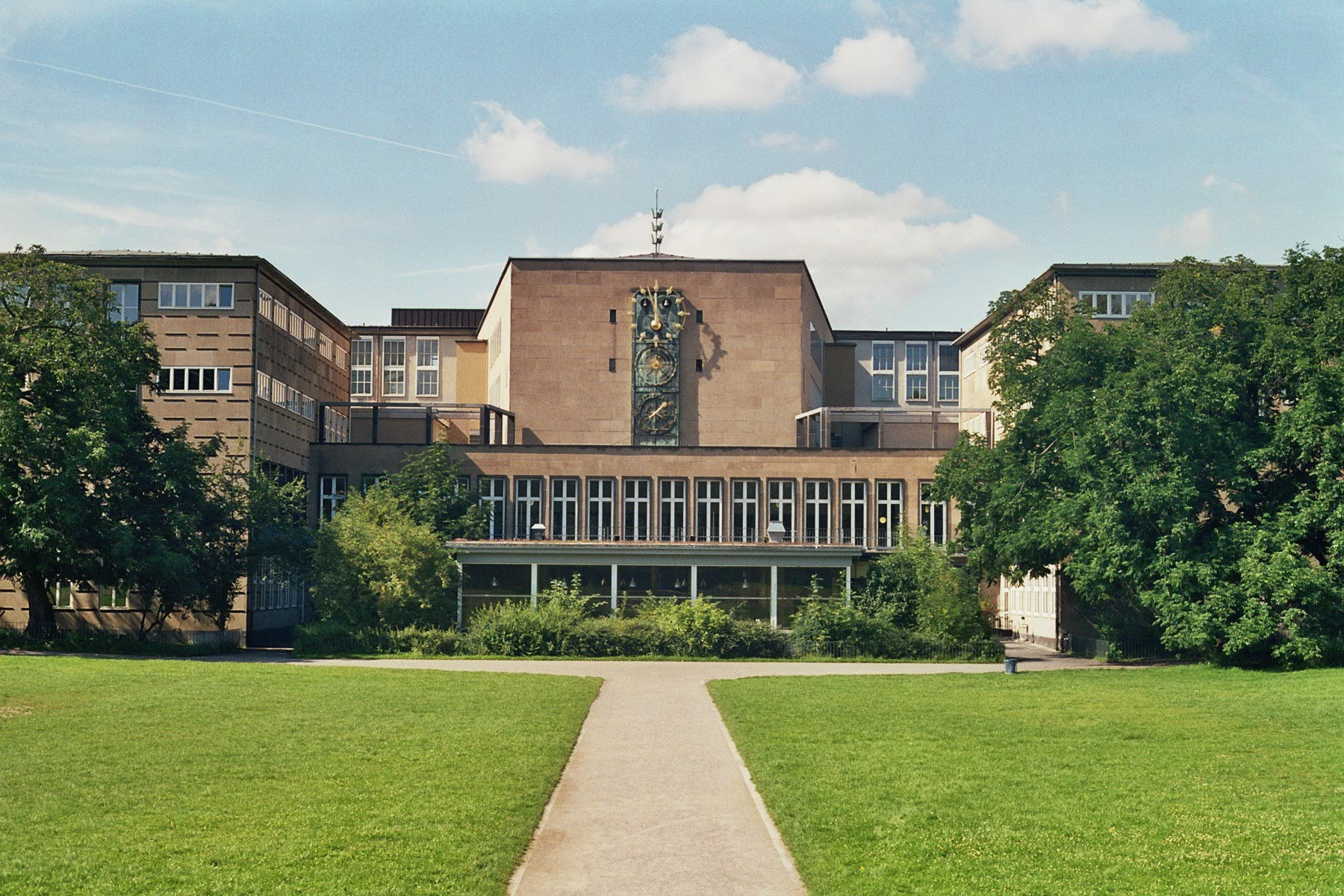
Hauptgebäude der Universität zu Köln
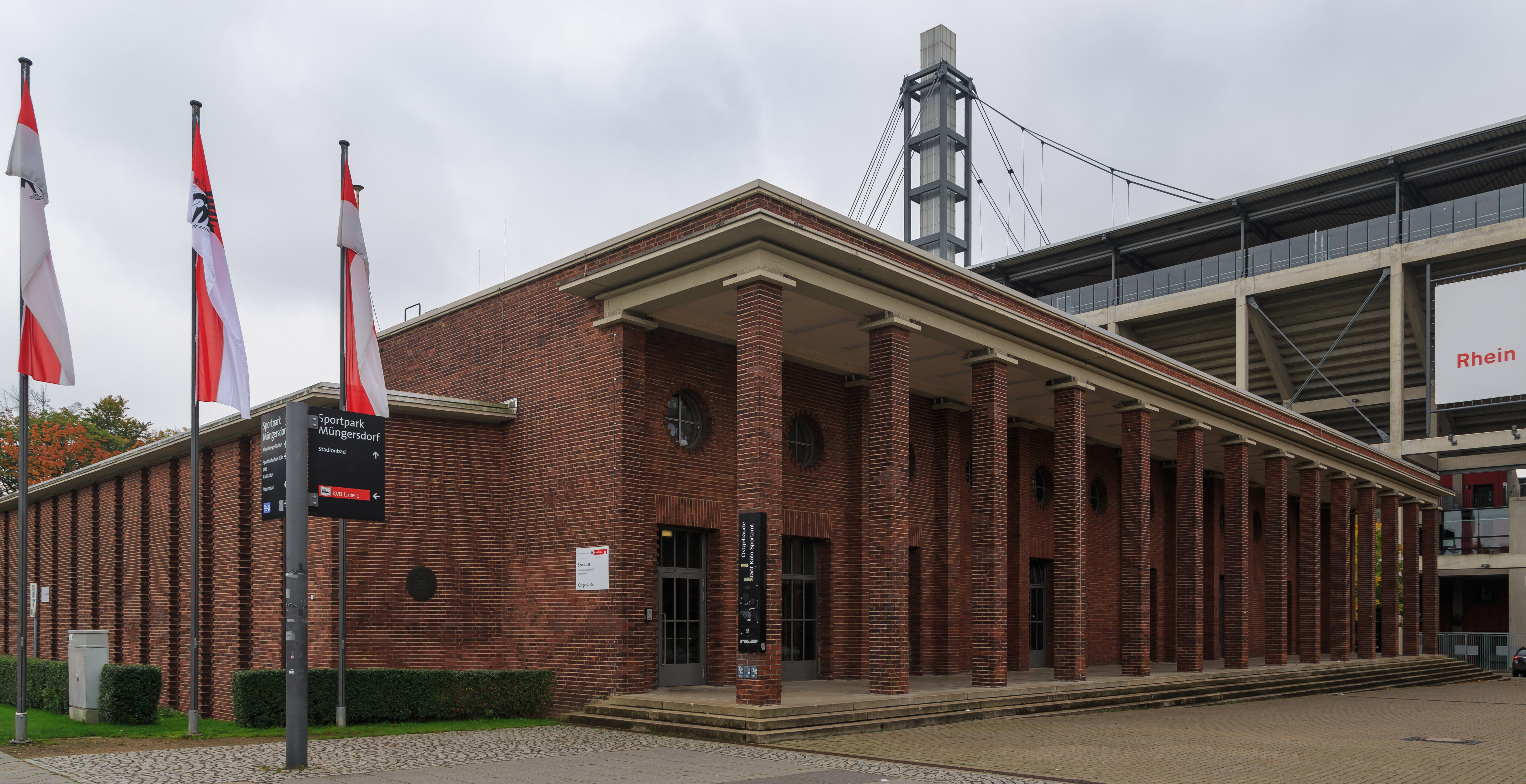
Abelbauten vor dem Rheinenergiestadion
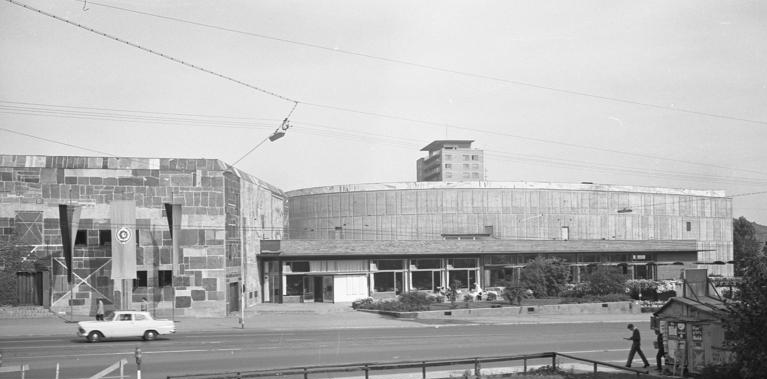
Neue Liederhalle in Stuttgart (1961)

### Schriften
- Die Ausstellungs- und Museumsbauten am rechten Rheinufer in Köln. I. Der Architekt zum Werk. In: Zeitschrift für Bauwesen. Nr. 8, 1928, S. 183–187 (zlb.de).
- Fünf Jahre Kölner Hochbauamt 1925–1930. Köln 1931.
- Regeneration der Städte – des Villes – of Towns. Erlenbach / Zürich 1950.
- Vom Wesen des Raumes in der Baukunst. München 1952.